# Rochefort-en-Terre
Rochefort-en-Terre é uma comuna francesa na região administrativa da Bretanha, no departamento Morbihan. Estende-se por uma área de 1,22 km². Em 2010 a comuna tinha 649 habitantes (densidade: 532 hab./km²).
Pertence à rede das As mais belas aldeias de França.